# اوبرگکلر
اوبرگکلر (به آلمانی: Obergeckler) یک شهر در آلمان است که در بیتبورگ-پروم واقع شده‌است.